# 大山 (パフォーマー)

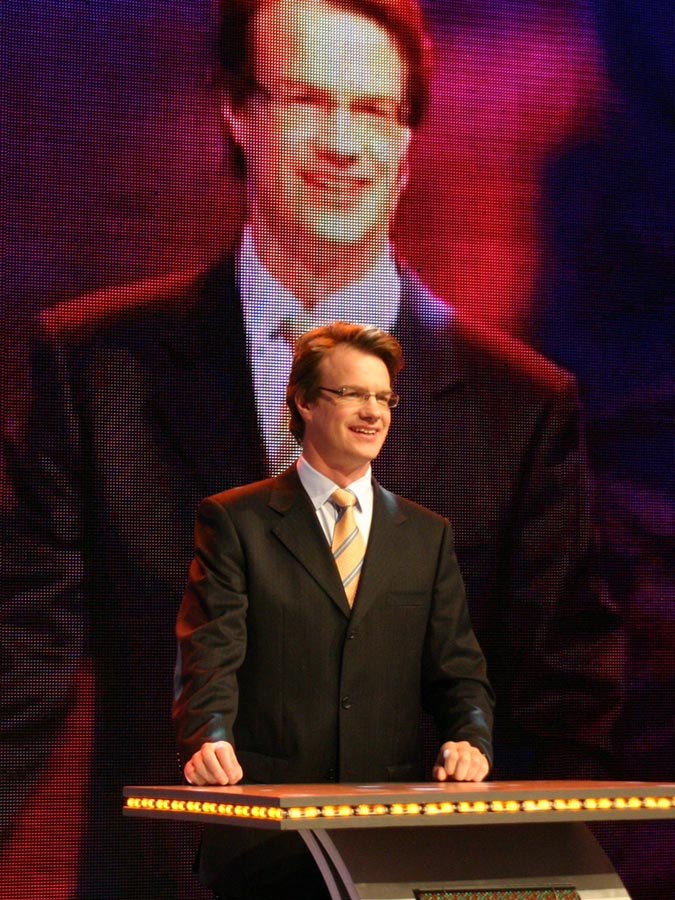
大山 (パフォーマー)

大山（ダーシャン、Dashan、拼音：Dàshān、1965年5月23日 - ）は、中国（中華人民共和国）における西洋人パフォーマー。
カナダ・オンタリオ州生まれのカナダ人。
本名：マーク・ロズウェル Mark Rowswell。

## 人物像
トロント大学で中国語を学びはじめ、卒業後に北京大学の中国語学習の奨学金を獲得。
初めて中国のテレビに登場したのは、1988年11月の歌番組（international singing competition）のホスト役であったといわれている。
CCTV・中国中央電視台において、中国人夫婦のやりとりを描いた喜劇の寸劇で夫の役(「大山」という呼び名の中国人男性)を演じ、視聴者の絶大な人気を博した。
その後、そのまま「大山」を芸名とし、相声(中国の漫才)の名優である姜昆の正式な弟子となる。
その他、中国のテレビドラマの外国人の役や、英語による中国語学習番組の司会や、英語を学びたい中国人のための学習教材やツールを紹介するテレビコマーシャルにも多数出演。
2008年の北京オリンピックにて、カナダ選手団の随行員（Attaché）として選ばれた。
欧米においては彼はほぼ無名ではあるが、中国に留学する欧米人学生や仕事で駐在するビジネスマンの間では有名となっており、実際に中国国内のテレビ番組や広告などに多数出ている。また中国人たちが「大山を知っているか？」「外国人なのに彼の中国語は素晴らしい」と存在を話題に挙げることも多い。

## 出演作
- 宮廷画師 郎世寧（原題：宮廷画師郎世寧、主演、2006年）